# Operação Savana
A Operação Savana, conhecida pelo lado angolano como Invasão Sul-Africana de 1975-1976 e Campanha para Conquista de Luanda, foi uma intervenção militar realizada pela Força de Defesa da África do Sul em 1975-1976 no âmbito da Guerra sul-africana na fronteira, da Guerra de Independência de Angola e da subsequente Guerra Civil Angolana.
Com vitória decisiva do MPLA, apoiado principalmente por Cuba e União Soviética, sobre as forças combinadas da UNITA, FNLA, Zaire e África do Sul, com o apoio de Zâmbia e Estados Unidos, a operação foi vital para a proclamação da independência de Angola. A operação também serviu para dar terreno e fortalecer a UNITA, que seria o principal rival do MPLA na guerra civil que iniciava, sendo também o grande ponto de inflexão da FNLA, que ficou desestabilizada.

## Antecedentes
A "Revolução dos Cravos" ou revolução de "25 de Abril" de 1974 pôs fim ao governo colonial de Portugal, mas as três principais forças independentistas de Angola, a Frente Nacional de Libertação de Angola (FNLA), a União Nacional para a Independência Total de Angola (UNITA) e o Movimento Popular de Libertação de Angola (MPLA) começaram a competir pelo domínio do país.
Os combates começaram em novembro de 1974, começando na capital, Luanda, e espalhando-se rapidamente por toda Angola, que logo foi dividida entre os combatentes. A FNLA ocupou o norte de Angola, a UNITA o centro-sul, enquanto o MPLA ocupou principalmente a costa, o extremo sudeste e, após capturá-la em novembro de 1974, Cabinda. As negociações para a independência resultaram na assinatura do Tratado de Alvor em 15 de janeiro de 1975, nomeando a data da independência oficial como 11 de novembro de 1975. O acordo pôs fim à guerra pela independência, mas marcou a escalada da guerra civil. Dois grupos dissidentes, a Frente de Libertação do Enclave de Cabinda e a Revolta de Leste, nunca assinaram os acordos, pois foram excluídos das negociações. O governo de coligação estabelecido pelo Tratado de Alvor rapidamente terminou quando as facções nacionalistas, duvidando das intenções umas das outras, tentaram controlar o país pela força. Os combates entre as três forças recomeçaram em Luanda apenas um dia depois do governo de transição ter tomado posse, em 15 de Janeiro de 1975.
As forças de libertação procuraram tomar pontos estratégicos, principalmente a capital, até ao dia oficial da independência. O MPLA conseguiu tomar Luanda da FNLA enquanto a UNITA se retirava da capital. Em março de 1975, a FNLA dirigia-se para Luanda a partir do norte, acompanhada por unidades do exército zairense que os Estados Unidos tinham encorajado o Zaire a fornecer. Entre 28 de abril e o início de maio, 1.200 soldados zairenses cruzaram para o norte de Angola para ajudar a FNLA.
A FNLA eliminou toda a presença remanescente do MPLA nas províncias do norte e assumiu posições a leste de Quifangondo, na periferia leste de Luanda, de onde continuou a ameaçar a capital. A situação do MPLA em Luanda tornou-se cada vez mais precária. O MPLA recebeu suprimentos da União Soviética e solicitou repetidamente 100 oficiais cubanos para treinamento militar. Até finais de agosto, Cuba tinha alguns assessores técnicos destacados em Angola. Até 9 de julho, o MPLA ganhou o controlo da capital, Luanda.
A partir de 21 de agosto, Cuba estabeleceu quatro centros de formação (CIR) com quase 500 homens, que deveriam treinar cerca de 4.800 recrutas das Forças Armadas Populares de Libertação de Angola (FAPLA) em três a seis meses. Esperava-se que a missão fosse de curto prazo e durasse cerca de 6 meses. O CIR de Cabinda contava com 191 instrutores, enquanto Benguela, Saurimo (antiga Henrique de Carvalho) e em N'Dalatando (antiga Salazar) tinham 66 ou 67 instrutores cada. Alguns foram colocados na sede em Luanda ou noutros locais do país. Os centros de formação estiveram operacionais entre 18 e 20 de outubro.

## Intervenção militar

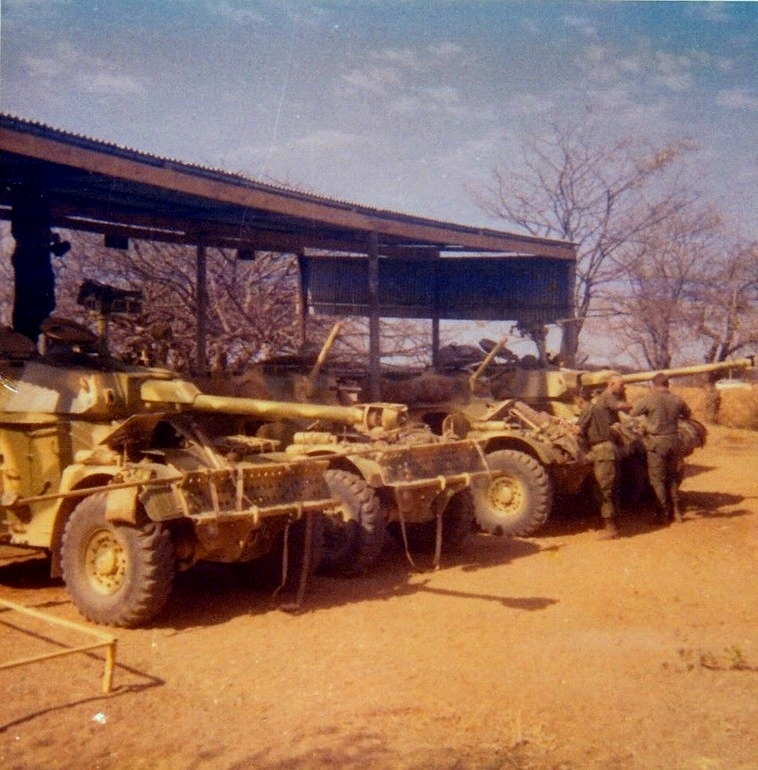
Carros blindados Eland sul-africanos em uma área de preparação pouco antes da Operação Savana.

O envolvimento da Força de Defesa da África do Sul (SADF) em Angola, como parte dos confrontos correlacionados com a Guerra sul-africana na fronteira, começou em 1966, quando a Organização do Povo do Sudoeste Africano (SWAPO) iniciou uma luta armada pela independência da Namíbia. Os militantes da SWAPO fundaram um braço armado, o Exército Popular de Libertação da Namíbia (PLAN), que operava a partir de bases na Zâmbia e na zona rural da Ovambolândia.
Com a perda da administração colonial portuguesa como aliada e a possibilidade de novos regimes simpatizantes da SWAPO nas ex-colônias de Lisboa, Pretória reconheceu que perderia a barreira (ou cordão sanitário, como era denominado pela própria SADF) entre o Sudoeste Africano e os Estados da Linha da Frente. O PLAN poderia buscar refúgio em Angola, e a África do Sul seria confrontada com outro regime hostil, com uma fronteira aberta potencialmente militarizada, permitindo a passagem livre de guerrilheiros namibianos.
Com a União Soviética e os Estados Unidos a armar as principais facções da iminente Guerra Civil Angolana, o conflito se transformou num importante campo de batalha da Guerra Fria. A África do Sul ofereceu assessoria e assistência técnica à UNITA, enquanto várias tropas de combate cubanas entraram no país para lutar ao lado do MPLA marxista. Moscou também equipou seus aliados angolanos com armas pesadas. A ajuda americana à UNITA e à FNLA foi inicialmente realizada com a Operação IA Feature, mas esta foi encerrada pela Emenda Clark em outubro de 1976. A ajuda não retornaria até a revogação da Emenda Clark em 1985. A China retirou posteriormente os seus conselheiros militares no Zaire, findando o seu apoio tácito à FNLA.
O instrutores cubanos começaram a treinar o PLAN na Zâmbia em abril de 1975, e o movimento conseguiu 3.000 novos recrutas já no final de abril. A atividade de guerrilha intensificou-se, com a movimentação pelos boicotes eleitorais ocorrendo na Ovambolândia, acontecendo o assassinato do ministro-chefe daquele bantustão. A África do Sul respondeu convocando mais reservistas e colocando de prontidão as forças de segurança existentes ao longo da fronteira. As incursões em Angola tornaram-se comuns depois de 15 de julho de 1975.

### Suporte à UNITA e FNLA
Consequentemente, com a assistência secreta dos Estados Unidos através da Agência Central de Inteligência (CIA), os sul-africanos optaram por auxiliar militarmente a UNITA e a FNLA, numa tentativa de garantir um governo pró-África do Sul em Luanda. Em 14 de julho de 1975, o primeiro ministro da África do Sul, Balthazar Vorster, aprovou secretamente a venda de armas para a FNLA e a UNITA no valor de 14 milhões de dólares, dos quais os primeiros carregamentos chegaram à Angola em agosto de 1975.

### Ocupação do complexo Ruacaná-Calueque

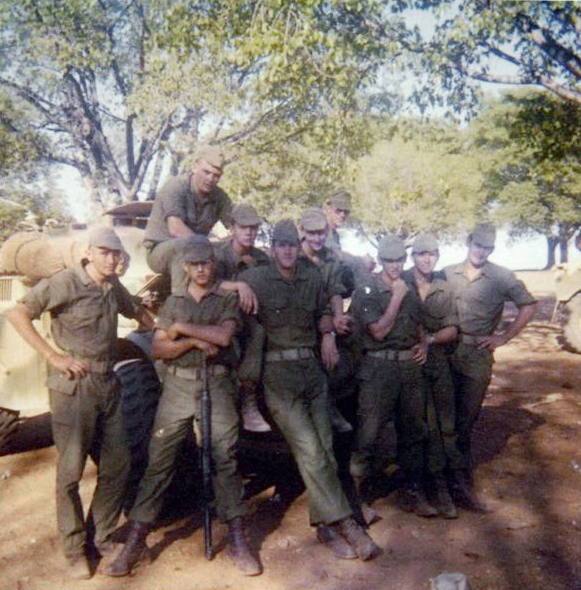
Soldados sul-africanos em outubro de 1975.

A Operação Savana iniciou-se informalmente em 9 de agosto de 1975, quando uma patrulha de 30 homens da SADF deslocou-se para uma área a 50 quilômetros ao sul de Angola, lançando um ataque que resultou na ocupação do complexo hidroelétrico Ruacana-Calueque, além de outras instalações no rio Cunene. O complexo hidroelétrico era estratégico para a Ovambolândia, que dependia do fornecimento de água e energia vindos de Angola. As instalações haviam sido concluídas no início de 1975 com financiamento sul-africano. Vários incidentes hostis da UNITA e da SWAPO contra os trabalhadores estrangeiros forneceram a justificativa para a ocupação. A defesa da instalação no sul de Angola também foi a justificativa da África do Sul para a montagem do primeiro destacamento permanente de unidades regulares da SADF dentro de Angola.
Em 22 de agosto de 1975, a SADF iniciou a "Operação Balão de Observação II" (ou Sausage II), uma grande incursão contra a SWAPO no sul de Angola. Após essa operação, em 4 de setembro de 1975, o primeiro-ministro Vorster autorizou que a UNITA e a FNLA recebessem formação militar, aconselhamento e assistência logística, enquanto ajudassem os sul-africanos a combater a SWAPO.
Entretanto, o MPLA ganhou terreno contra a UNITA no sul de Angola e, em meados de outubro, controlava 12 das províncias de Angola e a maioria das cidades. O território da UNITA estava encolhendo, restando apenas o centro de Angola, tornando-se evidente que não tinha qualquer capacidade de capturar Luanda no dia da independência, fato que nem os Estados Unidos e nem a África do Sul estavam dispostos a aceitar. A SADF estabeleceu um campo de treinamento perto de Silva Porto (hoje Cuíto) e preparou as defesas de Nova Lisboa (hoje Huambo). Eles montaram a unidade de ataque móvel Foxbat ("Morcego-Raposa-Voadora") para repelir a aproximação das unidades das Forças Armadas Populares de Libertação de Angola (FAPLA), com as quais entraram em conflito em 5 de outubro, garantindo assim Huambo para a UNITA.

### Força Operacional Zulu

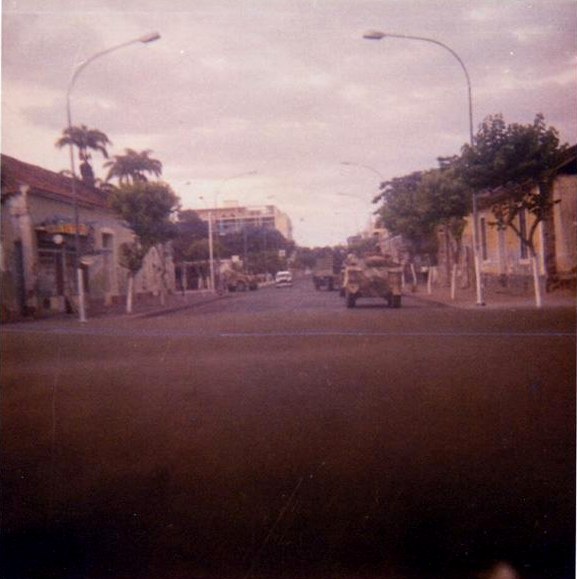
Veículo de guerra sul-africano Eland Mk7 andando pelas ruas de Sá da Bandeira, em 1975.

A Força Operacional Zulu era um batalhão convencional misto das forças armadas sul-africanas, que contava também com indivíduos da UNITA e da FNLA. Os membros foram treinados por instrutores do 1º Comando de Reconhecimento da Força de Defesa da África do Sul, o qual foi liderado pelo Coronel Jan Dirk Breytenbach. A unidade concentrou-se em empreender marcha veloz contra qualquer posição angolana.
Em 14 de outubro de 1975, os sul-africanos iniciaram oficialmente a Operação Savana (pois informalmente desde agosto já estavam ocupando territórios ao sul de Angola), quando a Força Operacional Zulu cruzou da Namíbia para o Cuando-Cubango. A operação previa a eliminação do MPLA da zona da fronteira sul angolana, depois o sudoeste, a região central e finalmente a captura de Luanda (a facção política que controlasse a capital Luanda seria reconhecida por Portugal no dia da independência como o governo oficial). De acordo com John Stockwell, um ex-agente da CIA, "houve uma estreita ligação entre a CIA e os sul-africanos" e "'altos funcionários' em Pretória afirmaram que a intervenção em Angola tinha sido levada a cabo após um acordo de 'cooperação' com os Estados Unidos". A intervenção também foi apoiada pelo Zaire e Zâmbia.
Com as forças de libertação ocupadas lutando entre si, a SADF avançou muito rapidamente. A Força-Tarefa Foxbat juntou-se à invasão em meados de outubro. O território que o MPLA acabara de ganhar no sul foi rapidamente perdido com os avanços sul-africanos. Depois que os conselheiros e as armas antitanque sul-africanos ajudaram a deter o avanço do MPLA sobre Nova Lisboa (Huambo) no início de outubro, a Força Operacional Zulu capturou Pereira d'Éça (Ondijiva) no dia 19 do mesmo mês, Roçadas (Xangongo) no dia 20 e Sá da Bandeira (Lubango) em 24 de outubro.

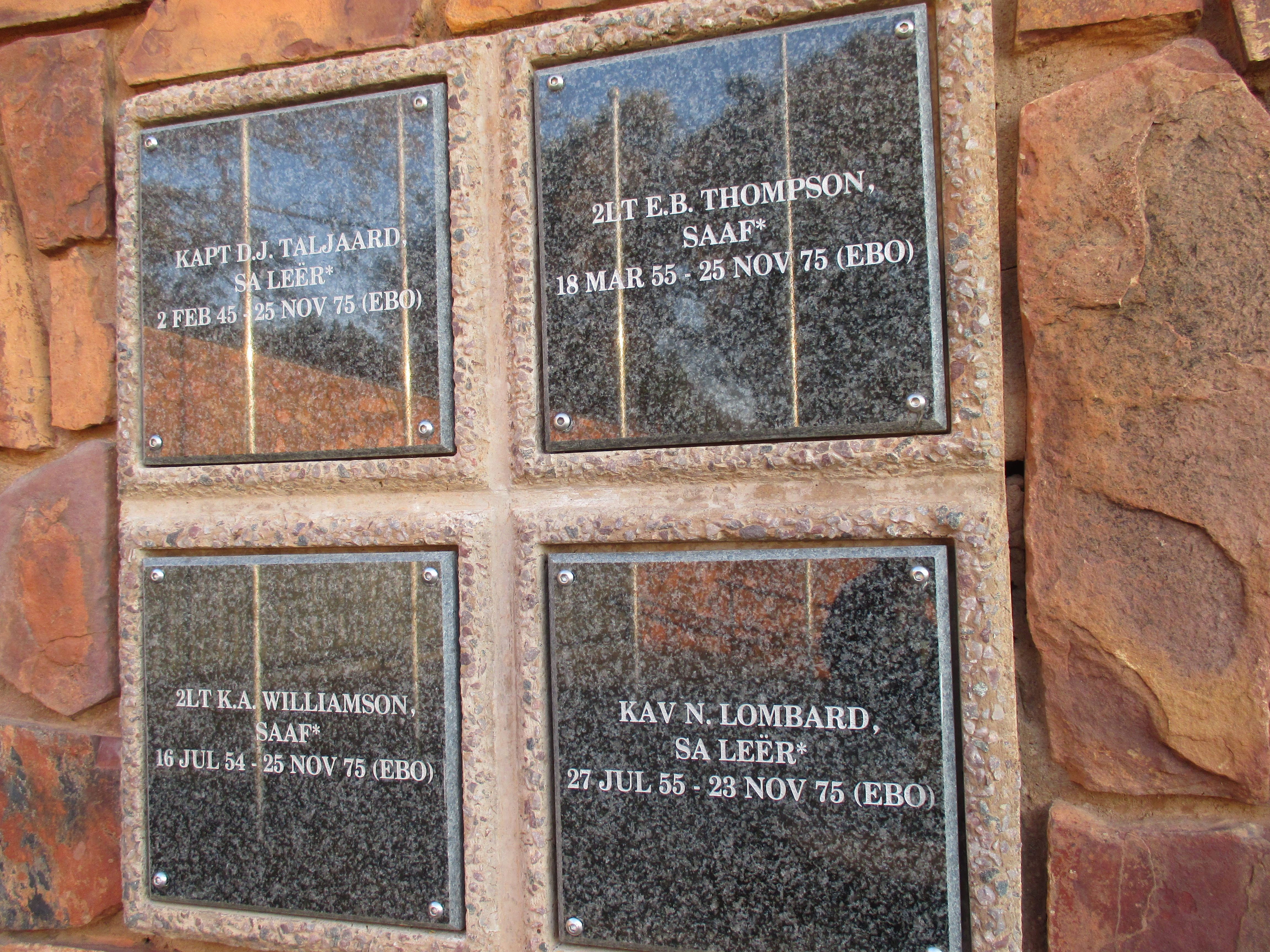
Placas memoriais no Monumento Voortrekker para quatro militares sul-africanos mortos durante a Operação Savana, em Pretória. Três dos falecidos eram soldados que tripulavam carros blindados Eland Mk7. O quarto era um piloto observador da SAAF.

Com os sul-africanos movendo-se rapidamente para Luanda, os cubanos tiveram que encerrar as operação do Centro de Instrução Regional (CIR) em Salazar (Nadalatando) apenas três dias após dar início às operações ali, concentrando a maioria dos instrutores e recrutas angolanos em Luanda. Em 2 e 3 de novembro, 51 cubanos do comando CIR Benguela e sul-africanos tiveram seu primeiro encontro direto perto de Catengue, onde as FAPLA tentaram em vão impedir o avanço da Força Zulu. Este encontro levou o comandante sul-africano Breytenbach a concluir que suas tropas haviam enfrentado a melhor oposição organizada das FAPLA até à data.
Durante a campanha, a Força Operacional Zulu avançou 3.159km em 33 dias e travou 21 batalhas e escaramuças, além de dezesseis ataques precipitados e quatorze ataques deliberados. A Força Operacional foi responsável por cerca de 210 mortos, 96 feridos e 50 prisioneiros de guerra do MPLA, enquanto sofreu 5 mortos e 41 feridos. Os veteranos da FNLA da Força Zulu recuariam para a Namíbia depois da Operação Savana e formariam o 32º Batalhão, lusófono e especializado em contra-insurgência.
Os sul-africanos mobilizaram vários Grupos de Batalha durante a Operação Savana – inicialmente, apenas os Grupos de Batalha A e B foram desdobrados, sendo os restantes grupos mobilizados e destacados para Angola mais tarde na campanha. Tem havido muita controvérsia sobre o tamanho geral da Força-Tarefa Zulu. As evidências atuais indicam que a Força-Tarefa começou com aproximadamente 500 homens e cresceu para um total de 2.900 com a formação dos Grupos de Batalha Foxbat, Orange e X-Ray.

### Intervenção cubana
Depois do fracasso do MPLA em Catengue, os cubanos ficaram plenamente cientes da intervenção sul-africana. Em 4 de novembro, Fidel Castro decidiu iniciar uma intervenção sem precedentes, a Operação Carlota. No mesmo dia, um primeiro avião com 100 soldados especialistas em armas pesadas, os quais o MPLA havia solicitado em setembro, partiu para Brazavile, chegando a Luanda no dia 7 de novembro. Em 9 de novembro, os primeiros 100 homens de um contingente de um batalhão de 652 soldados das Forças Especiais de elite cubanas foram transportados. Os 100 especialistas e 88 homens das forças especiais foram enviados imediatamente para a frente próxima, localizada em Quifangondo. Eles ajudaram os 850 militares das FAPLA, 200 guerrilheiros catangueses da FNLC e um conselheiro soviético que ali estavam.
Com a ajuda dos cubanos e do conselheiro soviético, as FAPLA repeliram decisivamente o ataque conjunto das forças sul-africanas, zairenses e FNLA na Batalha de Quifangondo, em 8 de novembro. O contingente sul-africano, 52 homens comandados pelo General Ben de Wet Roos, que havia previsto algum engajamento com artilharia na frente norte, teve de ser evacuado por navio em 28 de novembro. O líder do MPLA, Agostinho Neto, proclamou a independência e a formação da República Popular de Angola em 11 de novembro, tornando-se o primeiro presidente da nação.

### Reforços sul-africanos

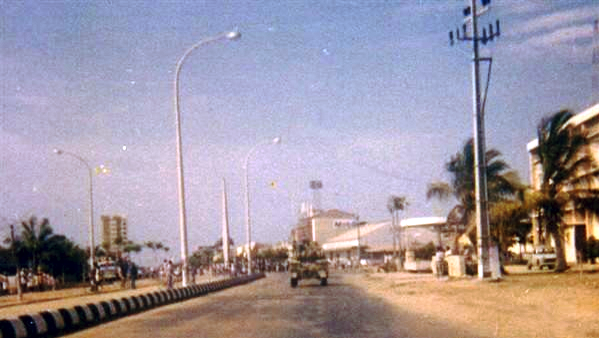
Veículo de guerra sul-africano Eland MK7 andando pelas ruas do Lobito, em 1975.

Em 6 e 7 de novembro de 1975, a Força Operacional Zulu capturou as cidades portuárias de Benguela (terminal do Caminho de Ferro de Benguela) e Lobito. As vilas e cidades capturadas pela SADF foram entregues à UNITA. No centro de Angola, ao mesmo tempo, a unidade de combate Foxbat se moveu 800 quilômetros ao norte, em direção a Luanda. Naquele momento os sul-africanos perceberam que Luanda não poderia ser capturada no dia da independência, em 11 de novembro, considerando encerrar o avanço das tropas e recuar. Mas em 10 de novembro de 1975, Vorster cedeu ao pedido urgente da UNITA para manter a pressão militar com o objetivo de capturar o máximo de território possível antes da iminente reunião da Organização da Unidade Africana. Assim, a Força Operacional Zulu e a unidade Foxbat continuaram indo para o norte com dois novos grupos de batalha formados para agir no interior (unidades Raio-X e Laranja), "[havendo] poucas razões para pensar que as FAPLA seriam capazes de impedir que esta força conjunta capturasse Luanda dentro de uma semana". Entre novembro e dezembro de 1975, a presença da SADF em Angola contava com tropas somadas de 2.900 ou 3.000 soldados.
Depois que a província de Luanda foi assegurada ao norte e dada como livre da frente formada pelas forças sul-africanas, da UNITA e da FNLA, a Força Zulu enfrentou uma resistência tenaz dos cubanos e do MPLA contras as posições em Sumbe (até então Novo Redondo). Os primeiros reforços cubanos chegaram em Porto Amboim, apenas a alguns quilômetros ao norte de Sumbe, rapidamente destruindo três pontes que cruzavam o rio Queve, efetivamente parando o avanço sul-africano ao longo da costa em 13 de novembro de 1975. Apesar dos esforços concertados em avançar para o norte, para tomar definitivamente Novo Redondo, a SADF não conseguiu romper as defesas das FAPLA. Num último avanço bem-sucedido, uma força-tarefa sul-africana e tropas da UNITA capturaram Luena (até então denominada Luso), no Caminho de Ferro de Benguela, em 11 de dezembro, o qual mantiveram até 27 de dezembro.

### Fim do avanço sul-africano

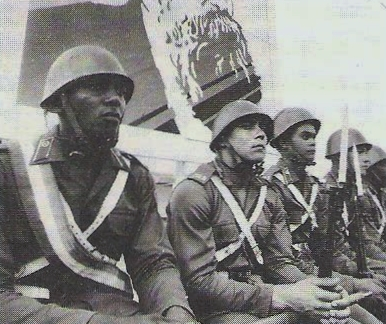
Soldados das Forças Armadas Revolucionárias Cubanas.

Em meados de dezembro, a África do Sul ampliou o recrutamento militar obrigatório, chamando os reservistas. "Uma indicação da gravidade da situação ... é que uma das mais extensas convocações militares da história da África do Sul está ocorrendo agora". No final de dezembro, os cubanos tinham desembarcado em Angola de 3.500 a 4.000 soldados, dos quais 1.000 estavam guarnecendo a província de Cabinda, e, eventualmente, a luta começou a virar a favor do MPLA. Além de estar "atolado" na frente sul, o avanço sul-africano parou, com todas as tentativas dos Grupos de Combate Orange e X-Ray de estender a guerra ao interior sendo frustradas, com a força sendo forçada a recuar por causa das inúmeras pontes destruídas. Além disso, a África do Sul teve de lidar com dois outros grandes reveses: as críticas da imprensa internacional à operação e a mudança associada nas políticas dos EUA. Após a descoberta de tropas da SADF em Angola, a maioria dos apoiantes africanos e ocidentais recusaram-se a continuar a apoiar os sul-africanos devido à publicidade negativa das ligações com o governo do Apartheid. A liderança sul-africana sentiu-se traída quando um membro do congresso disse: "Quando o momento chegou, não havia um único Estado preparado para apoiar a África do Sul. Onde estava a América? Onde estavam o Zaire, a Zâmbia... e os outros amigos da África do Sul?"

## Principais batalhas e incidentes

### Batalha de Quifangondo

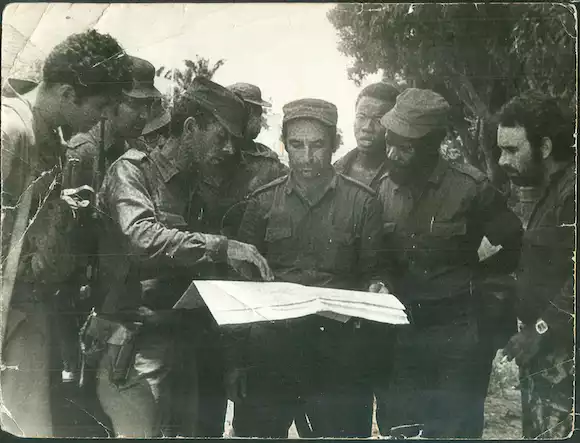
Primeiro Comandante Carlos Fernández Gondín, segundo chefe da Missão Militar Cubana em Angola, juntamente com os comandantes das FAR, durante a Batalha de Quifangondo, em 10 de novembro de 1975.

Em 10 de novembro de 1975, um dia antes da independência de Angola, a FNLA tentou capturar a província de Luanda, à altura com maior parte do território sob domínio do MPLA. Uma força de artilharia de campanha com três obuseiros G2 de 140mm e aviões da Força Aérea da África do Sul ajudaram a ofensiva, a qual se mostrou terrivelmente mal-sucedida para os atacantes; eles foram desbaratados pelas FAPLA, assistidas por cubanos, que tinham armas superiores que haviam chegado recentemente no país; especialmente o BM-21 Grad.
Segundo os sul-africanos, a sua artilharia era antiquada devido ao embargo da ONU e não era páreo para os lançadores múltiplos de foguetes cubanos BM-21 de longo alcance e, portanto, não poderia influenciar o resultado da batalha. Segundo o veterano brasileiro Pedro Marangoni, os sul-africanos não dispararam nos alvos táticos solicitados pela FNLA e, ao invés disso, dispararam contra o aeroporto de Luanda por razões próprias. Também segundo Marangoni, os sul-africanos desmontaram as culatras das suas três peças G-2 140mm às 16:30h e se retiraram da batalha sem avisar ninguém, recuando por terreno pavimentado até o Caxito e sendo evacuados por helicópteros em Ambriz. De lá foram embarcados no navio SAS President Steyn e levados de volta à África do Sul. Os obuseiros posteriormente foram rebocados pela FNLA, mas sem poder usá-los devido à falta das culatras, acabaram em Ambrizete como ferro velho.
O BM-21 tinha um alcance de 20km e podia disparar salvas de 40 foguetes de 122mm por vez, e a força liderada por Cuba disparou 2.000 foguetes contra a FNLA. O seu efeito foi mais psicológico do que material, e os zairenses foram dispersados em pânico de volta ao Zaire. Os Comandos Especiais do FNLA continuaram na batalha sob pesada saraivada dos "Órgãos de Stálin" e tentaram um contra-ataque na ponte do Panguila, o qual foi repelido.

### Batalha de Ebo
Os militares cubanos, antecipando um avanço sul-africano (sob a direção do Tenente Christopher du Raan) em direção à cidade de Ebo, estabeleceram posições ali na travessia do rio para impedir qualquer assalto. A força de artilharia defensora, equipada com uma bateria de BM-21, um canhão de campanha de 76mm e várias unidades antitanque, destruiu posteriormente de sete a oito carros blindados com RPG-7 em 25 de novembro, enquanto se encontravam atolados, matando ou ferindo por volta de 90 soldados da UNITA e SADF. Os cubanos não sofreram baixas.
O carro segundo em comando (Second in command, 2IC) tripulado pelo Tenente Jaco "Bok" Kriel, o Cabo Gerrie Hugo e Richard "Flappie" Ludwig patrulharam o norte em busca de uma rota alternativa para atravessar o rio. Eles ficaram atolados, mas conseguiram sair da lama. Sem que eles soubessem, isso aconteceu bem na frente das posições angolanas e cubanas. Aparentemente, apenas por questões estratégicas dos angolanos que preferiram não os atacar, é que se salvaram de um fim certo. A tropa de Johann du Toit avançou em direção à ponte depois que a tropa de Hannes Swanepoel se desdobrou taticamente e todos, com algumas exceções, ficaram presos na lama. As lamas danificaram os veículos, expondo os soldados sul-africanos à artilharia conjunta do MPLA e Cuba, ao ponto de representar severas baixas de pessoal e equipamentos. Esta foi a primeira derrota de grande nível sul-africana da Operação Savana.

### Ponte 14

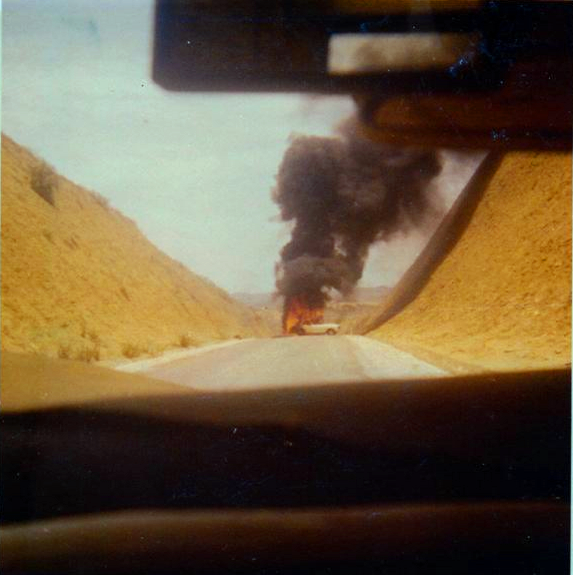
Veículo das FAPLA incendiado em uma estrada do Cuanza Sul, em 1975.

Após a emboscada em Ebo, o Grupo de Batalha Foxbat, começou a tentar romper o rio Nhia na "Ponte 14", uma passagem estratégica perto do quartel-general das FAPLA, ao norte de Quibala. A batalha pela Ponte 14, que se seguiu, foi responsável pelas muitas ações ferozes travadas para a expulsão das forças cubanas e angolanas das zonas do referido do rio, os empurrando para as cabeceiras do mesmo em Top Hat ("Cartola"), uma colina com vista para a abordagem sul da ponte. No início de dezembro, o Foxbat se infiltrou na colina com dois observadores de artilharia, que direcionaram fogo contra as posições das FAPLA a partir de uma bateria de canhões médios BL de 5,5 polegadas (140mm). Este desenvolvimento forçou o comandante cubano Raúl Argüelles a cancelar uma contra-ofensiva pretendida e ordenar um redesdobramento via Ebo, instruindo as suas unidades a retirarem-se do rio Nhia. A sua morte subsequente na explosão de uma mina terrestre causou muita confusão em alguns sectores da linha de defesa, com várias das unidades de defesa ignorando a Ponte 14 como resultado de uma série de falhas de comunicação. 
Enquanto isso, sapadores sul-africanos começaram a reparar a ponte em 11 de dezembro, apesar da forte oposição das FAPLA. Pela manhã, a situação cubana piorou com o Foxbat avançando com força total. Por volta das 7h, as tropas defensoras foram atacadas. A artilharia pesada atingiu as margens norte, destruindo várias posições de morteiros e pelo menos um caminhão de munição. Os cubanos, apoiados por canhões anti-aéreos ZPU-4 e lançadores múltiplos BM-21 Grad, cobriram a estrada principal com mísseis filo-guiados 9M14 Malyutka, também conhecidos como Sagger, para deter o avanço sul-africano. No entanto, uma coluna de doze carros blindados Eland-90 apoiados pela infantaria avançou, contornando a estrada para confundir as equipes de mísseis, que haviam apontado suas armas para o centro da ponte. Os Elands rapidamente atacaram os morteiros restantes com projéteis alto-explosivos, derrotando suas tripulações. Um caminhão com 20 soldados cubanos tentaram ultrapassar o carro blindado do 2º Tenente van Vuuren no meio do caos, ao confundirem-no com um veículo angolano.  A princípio, van Vuuren pensou que fossem suas próprias tropas em um veículo capturado, pois muitos foram usados pelos sul-africanos, até uma rápida mensagem de rádio confirmar que deviam ser inimigos. Os cubanos usaram as luzes de alerta do caminhão para sinalizar sua intenção de ultrapassagem. Reduzindo a velocidade para deixar o caminhão passar, van Vuuren prontamente disparou um obus de 90mm em sua traseira – matando os ocupantes.

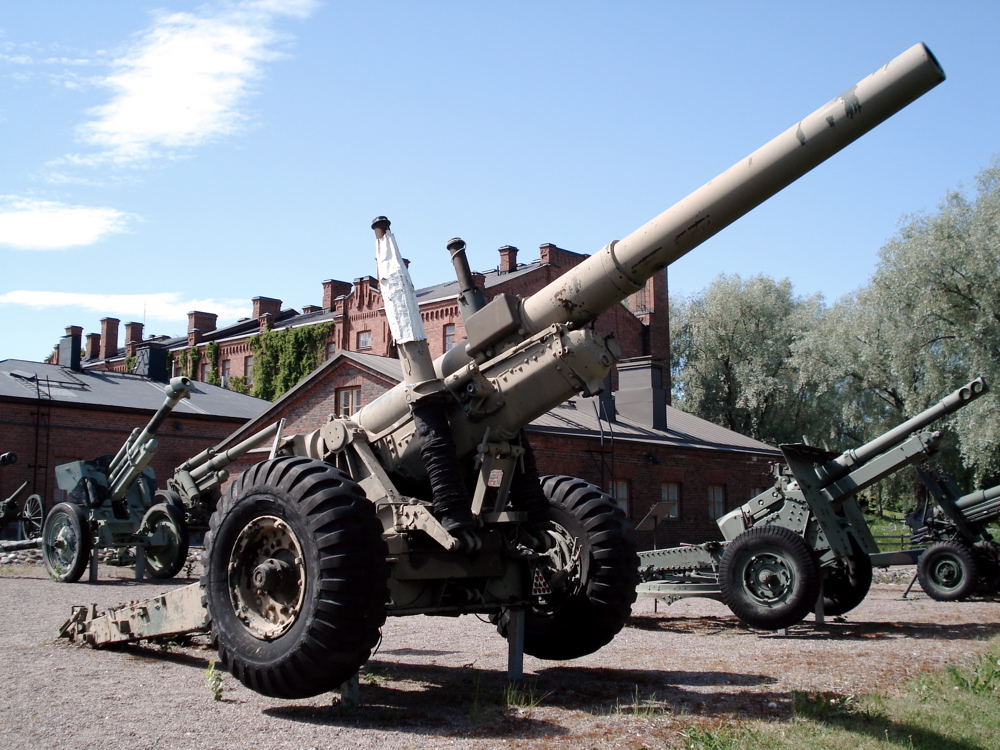
Obuseiro Ordnance BL de 5,5 polegadas (140mm).

Os carros blindados seguiram então em direção a uma fazenda, onde outros 20 cubanos estavam do lado de fora, aparentemente em conferência. Van Vuuren também estava com falta de munição para os Elands e ordenou que seus comandantes fechassem as escotilhas, disparando com uma pistola através de uma escotilha de torre, matando assim onze cubanos enquanto estes tentavam escalar nos carros blindados. Posteriormente, descobriu-se que os cubanos fumavam maconha na casa da fazenda, o que explica o ataque imprudente aos Elands. O grupo de batalha Foxbat não parou, como inicialmente planejado, em Cassamba, mas continuou a combater e a avançar até chegar à Ponte 15. O inimigo lutou muito para manter a posse da área, mas seus blindados recuaram depois que um de seus veículos blindados foi atingido por tiros de artilharia. O ataque terminou ao meio-dia, com chuva forte paralisando o movimento das tropas. Os engenheiros continuaram trabalhando na Ponte 14. A estrada para Quibala estava agora aberta e os sul-africanos avançaram cerca de 6km a norte de Almeida, embora as áreas minadas e o bombardeamento por foguetes Katyusha tenham retardado o avanço da Força-Tarefa Zulu. Eventualmente o avanço foi cancelado, com as linhas se consolidando.
Muitos militares sul-africanos foram condecorados por bravura na Ponte 14 com a Honoris Crux, alguns postumamente. O veterano português Danny Roxo foi assim condecorado durante o reconhecimento inicial, quando matou sozinho doze soldados das FAPLA e cubanos. O Coronel Jan Breytenbach descreveu Danny Roxo como uma lenda nas forças portuguesas e nas forças especiais sul-africanas. Os sul-africanos perderam 4 mortos e alegaram que mais de 200 soldados cubanos/FAPLA foram mortos, embora esta estimativa fosse possivelmente exagerada. Contudo, fontes cubanas e angolanas fazem referências indiretas a um revés militar ocorrido em 12 de dezembro.
Os eventos da Ponte 14 foram posteriormente dramatizados pela África do Sul no filme em africâner Brug 14, de 1976. A ação foi reencenada usando militares sul-africanos. Durante a realização do filme, nas proximidades da cidade de Belém, no Estado Livre de Orange, o Capitão Daniel "Douw" Steyn ficou gravemente ferido quando um tiro acidental de um Eland foi disparado e um pedaço dos estilhaços danificou permanentemente seu músculo da panturrilha. Jogador de rúgbi habilidoso, ele se recuperou e jogou mais uma partida antes de pendurar as chuteiras. Steyn permaneceu nas forças especiais sul-africanas por 19 anos, tendo recebido a Honoris Crux na Operação Savana pela desminagem de 36 minas em 18 minutos sob fogo inimigo.

### Batalha do Luso

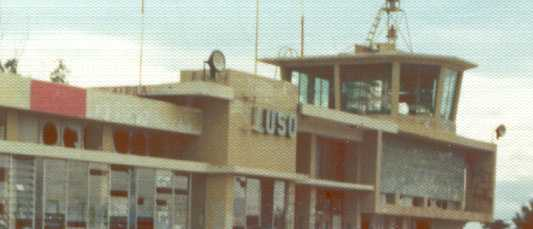
O aeroporto de Luso em dezembro de 1975.

Em 10 de dezembro de 1975, a Força-Tarefa X-Ray seguiu o curso do Caminho de Ferro de Benguela, partido de Silva Porto (hoje Cuíto) para o leste, indo até até Luena (até então denominada Luso). O contingente sul-africano incluía uma esquadrão blindada de apoio à infantaria, unidades de artilharia, engenheiros e tropas auxiliares da UNITA. O seu principal objectivo era o de tomar o aeroporto de Luso, que mais tarde passou a servir de ponto de abastecimento, até os sul-africanos terem finalmente partido de Angola no início de janeiro de 1976. Apesar do grupo de batalha X-Ray ter capturado o Luso na linha férrea de Benguela, não conseguiu forçar o seu controlo sobre o resto desta infra-estrutura que vai para leste até ao Zaire.

### Batalhas envolvendo a Força Zulu no oeste
Durante a Operação Savana ocorreram inúmeros confrontos no oeste e sudoeste, principalmente em Moçâmedes e Tômbua, nos finais de outubro de 1975, entre o grupo de batalha da SADF sob comando do Coronel Jan Breytenbach e posições dispersas do MPLA.
A província do Namibe jamais conseguiu ser totalmente tomada pelos sul-africanos, tornando-se uma área vital na proclamação de independência do MPLA. Por fim, os homens de Breytenbach deixaram-na e conseguiram avançar três mil quilômetros sobre o solo angolano em trinta e três dias.

### Incidente de Ambrizete

A fragata F147 SAS President Steyn da Marinha da África do Sul.

A Marinha da África do Sul não planejava se envolver na operação de terra, mas após a fracassada intervenção do Exército da África do Sul na Batalha de Quifangondo, a força naval teve que ser empregada de evacuar apressadamente os militares do exército por mar, que estavam sendo pressionados pelas forças conjuntas do MPLA e Cuba muito atrás das linhas inimigas em Angola, deixando muitas armas abandonadas. Ambrizete a norte de Luanda, a 7°13′25″S 12°51′24″E, foi escolhida como ponto de encontro dos artilheiros envolvidos na derrota em Quifangondo. As fragatas SAS President Kruger e SAS President Steyn foram para a área, onde este último usou barcos infláveis e um helicóptero Westland Wasp para resgatar 26 soldados que aguardavam na praia, em 28 de novembro de 1975.
O General Constand Viljoen, que na altura tinha sérias preocupações sobre a segurança dos seus soldados e dos canhões de campanha abandonados, chamou a operação de "a noite mais difícil de toda a minha carreira operacional". O petroleiro de reabastecimento SAS Tafelberg forneceu apoio logístico às fragatas, resgatando os canhões que haviam sido rebocadas em Ambriz para o Zaire, levando-os para Walvis Bay.

## Consequências
A África do Sul continuou a prestar apoio à UNITA, tentando garantir que a SWAPO não estabelecesse nenhuma base no sul de Angola. A Força de Defesa da África do Sul reconheceu 28 mortos e 100 feridos durante a Operação Savana. Já a Força Operacional Zulu depois do conflito teve seu nome alterado para Força Operacional Bravo, e mais tarde tornou-se a base do 32º Batalhão Búfalo da África do Sul. A Savannah Veterans Association é uma associação de ex-militares sul-africanos de todas as unidades que estiveram envolvidas na operação, cuja insígnia é um estrepe. Eles se reúnem anualmente para comemorar a operação.
A FNLA nunca se recuperou das derrotas no norte. Depois da retirada dos sul-africanos a FNLA começou a desintegrar-se e, em março de 1976, deixou de existir em Angola.